# Solenostoma tetragonum
Solenostoma tetragonum là một loài rêu tản trong họ Jungermanniaceae. Loài này được (Lindenb.) R.M. Schust. ex Váňa & D.G. Long mô tả khoa học lần đầu tiên năm 2009.